# Seaside picnic
|  | Denne artikel er oprettet af botten PalnaBot ud fra en ekstern database. Den kan derfor have sproglige fejl eller mangler. Denne skabelon kan fjernes efter kontrol af indholdet. |

Seaside picnic er en eksperimentalfilm instrueret af Martin William Gram efter manuskript af Martin William Gram.

## Handling
Filmen om manden der vender hjem uden at vide det, og som finder mørke svar på sin indre afgrund. Svar han aldrig har bedt om. THE STORY - LET'S DANCE A TWIST handler om at myrde sig selv med liv. THE STORY - LET'S DANCE A TWIST foregår ved et satanisk hav inde i manden selv. Han har ikke bedt om det. Men kulten spørger ikke om lov. Den lever.